# ريك تود
ريك تود (بالإنجليزية: Rick Todd)‏ هو لاعب غولف أمريكي، ولد في 3 أكتوبر 1962 في تورونتو في كندا.

## وصلات خارجية
- ريك تود على موقع رابطة لاعبي الغولف المحترفين (الإنجليزية)
- ريك تود على موقع رابطة اليابان للاعبي الغولف المحترفين (الإنجليزية)